# La Cucaracha (film fra 1934)
La Cucaracha er en kort amerikansk musicalfilm fra 1934, instrueret af Lloyd Corrigan. Den har Steffi Durant og Don Alvarado i hovedrollerne.
Manuskriptet blev skrevet af Lloyd Corrigan, Carly Wharton, John Twist og Jack Wagner. Filmen vandt en Oscar for bedste kortfilm (Komedie) i 1935.